# Oldbury Railway
Die Oldbury Railway war eine britische Eisenbahngesellschaft in den West Midlands in England.
Die Gesellschaft wurde am 21. Juli 1873 als „Dudley and Oldbury Junction Railway“ gegründet. Es war geplant, eine Bahnstrecke von Langley Green nach Halesowen zu bauen. Gleichzeitig wurde mit der Great Western Railway (GWR) eine Vereinbarung über den Betrieb der Strecke abgeschlossen. Da nur eine 2,5 Kilometer lange Strecke bis nach Oldbury errichtet wurde, änderte die Gesellschaft am 11. August 1881 den Namen in „Oldbury Railway“. 1884 wurde die Strecke für den Güterverkehr und am 1. Mai 1885 für den Personenverkehr eröffnet. Am 31. Juli 1894 übernahm die GWR die Oldbury Railway. Der Personenverkehr wurde am 3. März 1915 und der Güterverkehr am 7. September 1964 eingestellt. 